# Andrásvágás
Andrásvágás (szlovákul: Ondrašovce) község Szlovákiában, az Eperjesi kerület Eperjesi járásában.

## Fekvése
Eperjestől 13 km-re nyugatra, a Nagyszinye-patak alatt fekszik.

## Története
A települést 1300 körül soltész általi betelepítéssel alapították. Első írásos említése 1354-ből származik. Bajori nemesek birtoka volt. 1427-ben 15 háztartása adózott. 1600-ban 12 ház állt a településen. 1715-ben és 1720-ban 3 adózó háztartása volt.
A 18. század végén Vályi András így ír róla: „ANDRÁS VÁGÁS (Andrásovtze.) Tót falu Sáros Vármegyében. Birtokosai különbféle Urak, lakosai katolikusok, fekszik Sz. Kereszthez közel, mellynek filiája, Bártfától egy mértföldnyire. Határja, ha jól miveltetik, elég termékeny, legelője, ’s mind a’ kétféle fája elég, piatzozásától sem meszsze, melly okokra nézve a második Osztályba tétettetett.”
1828-ban 24 házában 193 lakos élt.
Fényes Elek 1851-ben kiadott geográfiai szótárában így ír a faluról: „Andrásvágás, (Andrassowce), tóth falu, Sáros vgyében, Sz.-Kereszt fiókja, 173 kath., 26 evang., 16 zsidó lak. F. u. Winkler nemz. Bártfához 1 óra.”
1920 előtt Sáros vármegye Kisszebeni járásához tartozott.

## Népessége
| Év:            | 1994. | 2004.   | 2014.   | 2024.   |
| -------------- | ----- | ------- | ------- | ------- |
| Emberek száma: | 60    | 64      | 58      | 59      |
| Eltérés:       |       | +6,66 % | -9,37 % | +1,72 % |

| Év:            | 2023. | 2024.   |
| -------------- | ----- | ------- |
| Emberek száma: | 62    | 59      |
| Eltérés:       |       | -4,83 % |

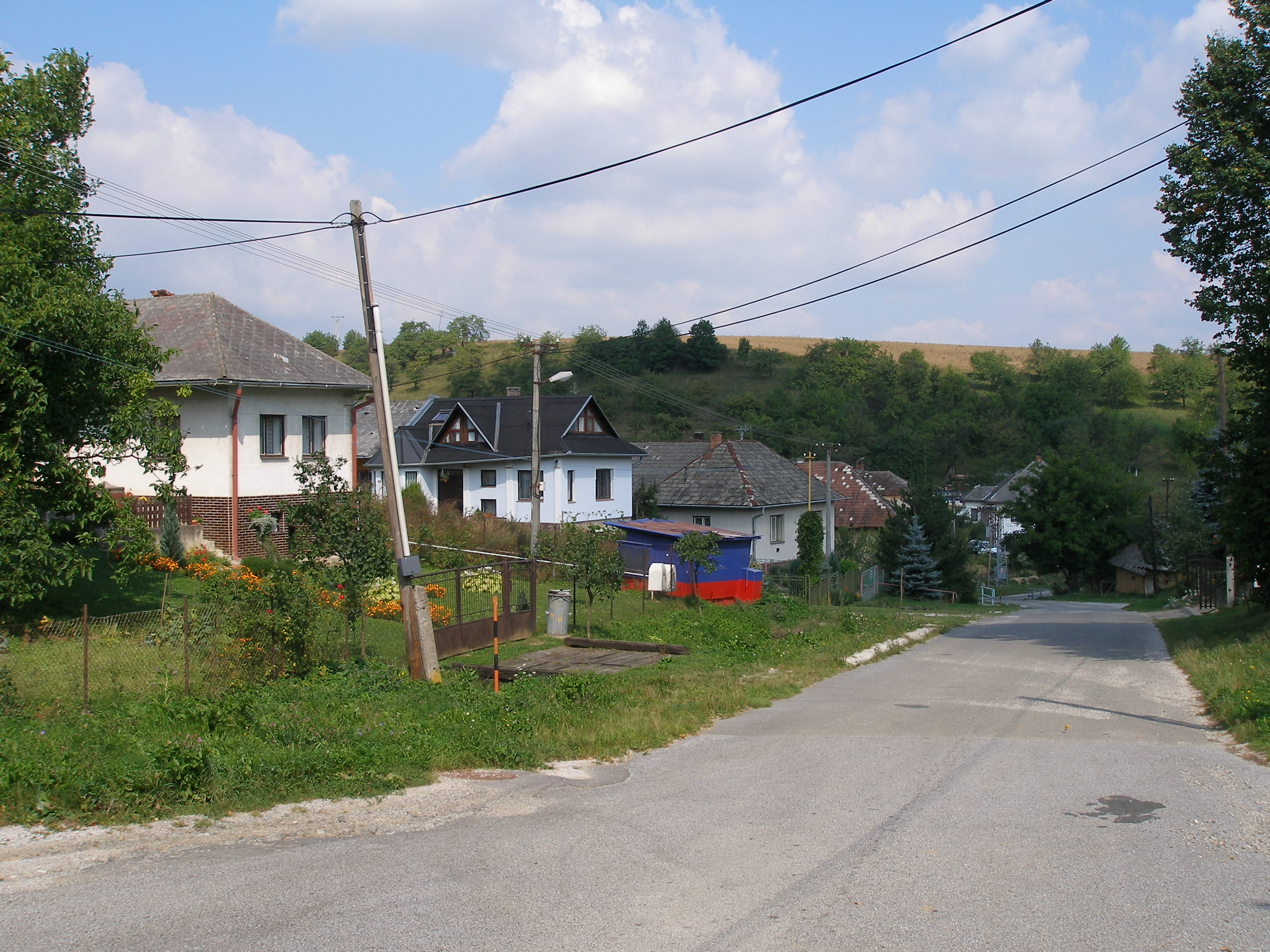
Andrásvágás - utcarészlet

1910-ben 136, túlnyomórészt szlovák anyanyelvű lakosa volt.
2001-ben 61 szlovák lakosa volt.
2011-ben 61 lakosából 59 szlovák volt.